# Порхавка болотяна
Порхавка болотяна (Bovista paludosa) — вид грибів роду бовіста (Bovista). Сучасну біномінальну назву надано у 1846 році.

## Будова
Напівкулясті грушоподібні плодові тіла 1,5–6 см заввишки та 1–3 см у діаметрі. Мають складчасту, коротку і слабку несправжню ніжку. Екзоперидій сніжно-білий гладкий у молодому віці, згодом кремовий, після дозрівання зникає. Тонкий папероподібний матовий або блискучий жовтувато-коричневий ендоперидій інколи має павутину жилок. Компактна оливкова чи коричнева глеба має добре помітну чашоподібну вигнуту стерильну основу того ж кольору. При дозріванні глеба стає порошистою. Кулясті гладенькі жовті спори мають довгу (11–13×1 мкм) безбарвну, на кінцях загострену, стеригму. Має слабко розгалужений нитчастий оливково-коричневий капіліцій із загостреними розгалуженнями на кінцях.

## Життєвий цикл
Утворює плодові тіла наприкінці літа або восени.

## Поширення та середовище існування
Поширена в Європі, Азії (Гімалаї) та Північній Америці. Росте на гірських вологих луках або болотах. В Україні була виявлена в горах Закарпаття та гірського Криму. 

## Природоохоронний статус
Включена до третього видання Червоної книги України (2009 р.).